# Lapeirousia

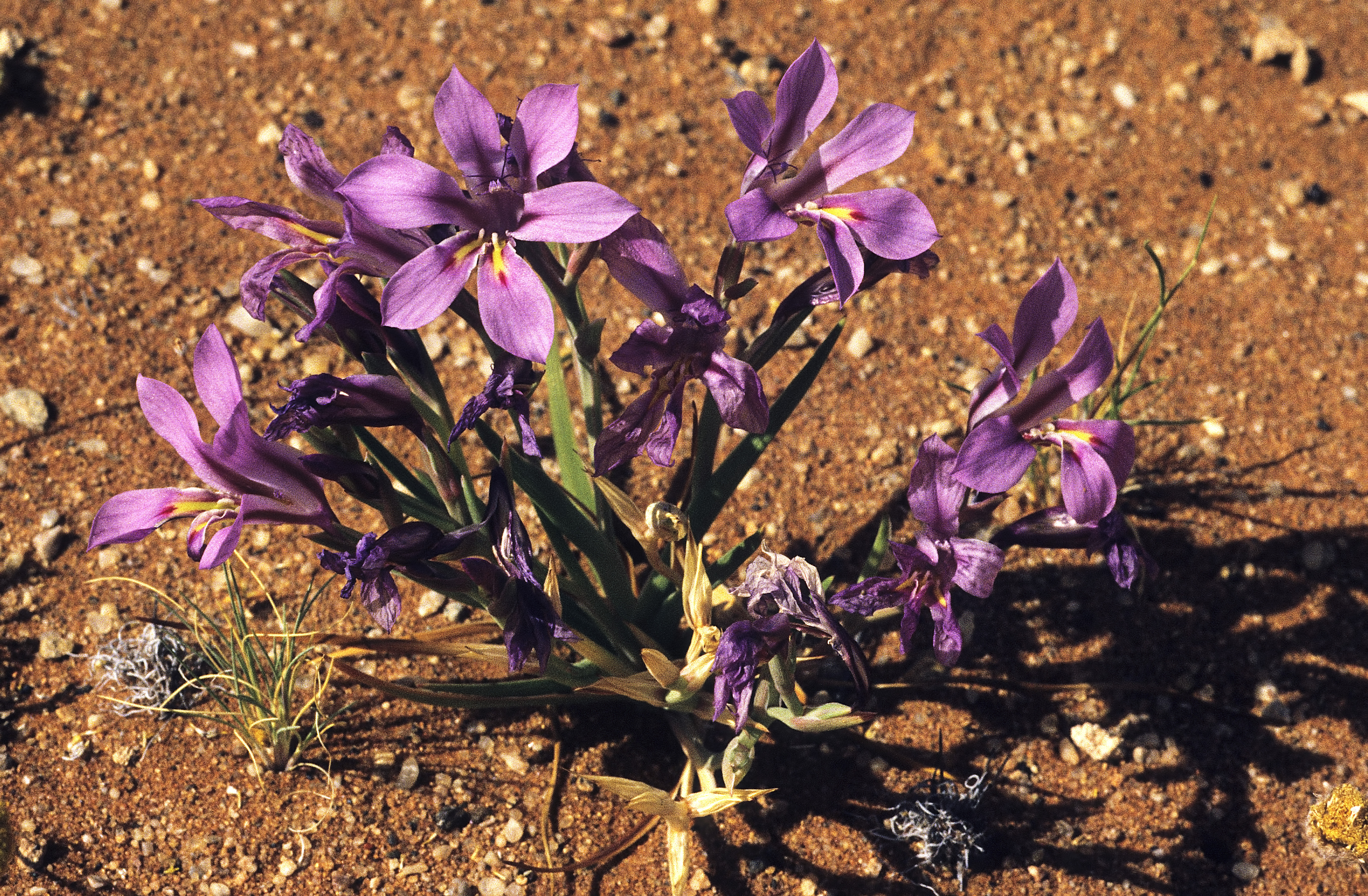
Lapeirousia barklyi

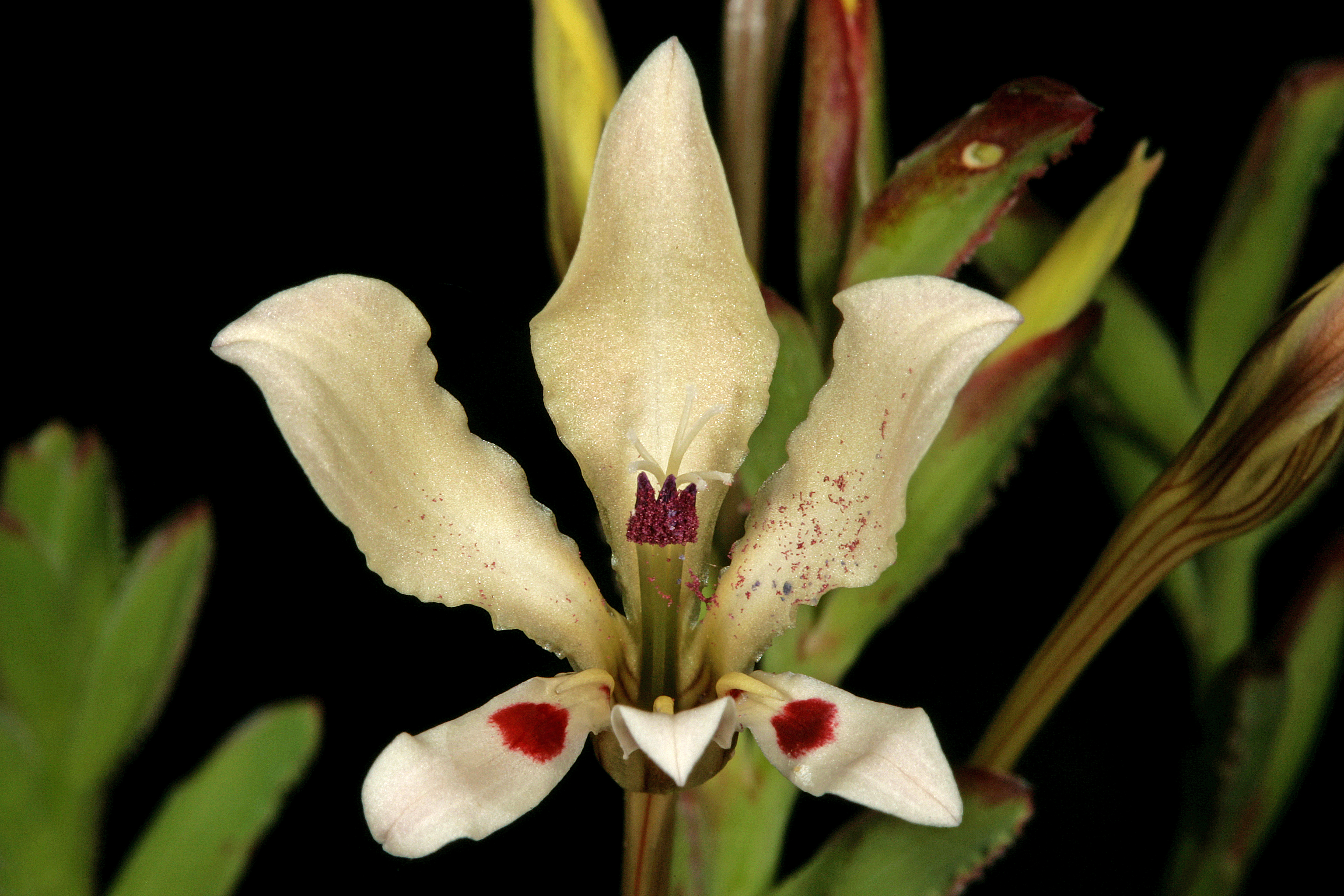
Lapeirousia fabricii

Lapeirousia – rodzaj roślin należący do rodziny kosaćcowatych (Iridaceae). Obejmuje 41 gatunków. Występują one w Afryce Subsaharyjskiej, przy czym centrum ich zróżnicowania stanowi południowo-zachodnia część Afryki Południowej. Niektóre gatunki uprawiane są jako rośliny ozdobne, lokalnie też spożywane są zasobne w skrobię bulwocebule roślin z tego rodzaju.

## Morfologia

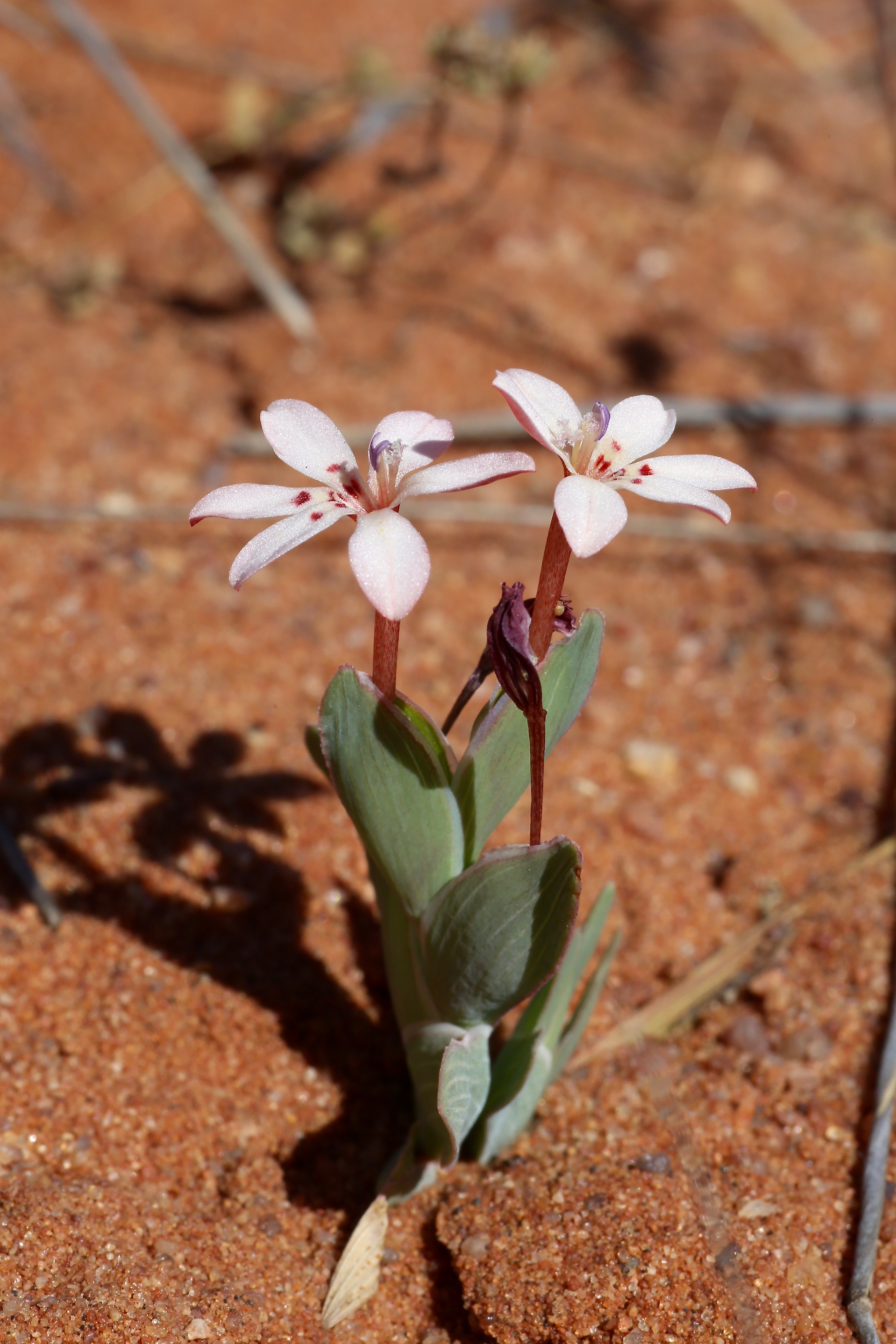
Lapeirousia arenicola

PokrójByliny (geofity) o pędach nadziemnych zamierających co roku. Bulwocebule o kształcie dzwonkowatym, spłaszczone od dołu.
LiścieDwurzędowe, płaskie, pojedyncze do kilku.
KwiatyZebrane w pęczki wyrastające tuż przy powierzchni ziemi albo we wzniesione kwiatostany kłosokształtne i zwykle nierozgałezione lub rozgałęzione, wiechowate. Kwiaty zróżnicowane, zawsze jednak z listkami okwiatu zrośniętymi w rurkę. Listki barwne, niebieskie, fioletowe, czerwone, różowe lub białe. Kwiaty są promieniste lub grzbieciste.
OwoceTrójkomorowe torebki.

## Systematyka
Rodzaj z plemienia Watsonieae, z podrodziny Crocoideae z rodziny kosaćcowatych (Iridaceae).
Wykaz gatunków
- Lapeirousia abyssinica (R.Br. ex A.Rich.) Baker
- Lapeirousia anceps (L.f.) Ker Gawl.
- Lapeirousia arenicola Schltr.
- Lapeirousia avasmontana Dinter
- Lapeirousia azurea (Eckl. ex Baker) Goldblatt
- Lapeirousia bainesii Baker
- Lapeirousia barklyi Baker
- Lapeirousia coerulea Schinz
- Lapeirousia corymbosa (L.) Ker Gawl.
- Lapeirousia divaricata Baker
- Lapeirousia dolomitica Dinter
- Lapeirousia erythrantha (Klotzsch ex Klatt) Baker
- Lapeirousia exilis Goldblatt
- Lapeirousia fabricii (D.Delaroche) Ker Gawl.
- Lapeirousia falcata (L.f.) Ker Gawl.
- Lapeirousia fastigiata (Lam.) Ker Gawl.
- Lapeirousia gracilis Vaupel
- Lapeirousia jacquinii N.E.Br.
- Lapeirousia littoralis Baker
- Lapeirousia macrospatha Baker
- Lapeirousia masukuensis Vaupel & Schltr.
- Lapeirousia micrantha (E.Mey. ex Klatt) Baker
- Lapeirousia montana Klatt
- Lapeirousia neglecta Goldblatt
- Lapeirousia odoratissima Baker
- Lapeirousia oreogena Schltr. ex Goldblatt
- Lapeirousia otaviensis R.C.Foster
- Lapeirousia plicata (Jacq.) Diels
- Lapeirousia pyramidalis (Lam.) Goldblatt
- Lapeirousia rivularis Wanntorp
- Lapeirousia sandersonii Baker
- Lapeirousia schimperi (Asch. & Klatt) Milne-Redh.
- Lapeirousia setifolia Harms
- Lapeirousia silenoides (Jacq.) Ker Gawl.
- Lapeirousia simulans Goldblatt & J.C.Manning
- Lapeirousia spinosa (Goldblatt) Goldblatt & J.C.Manning
- Lapeirousia tenuis (Goldblatt) Goldblatt & J.C.Manning
- Lapeirousia teretifolia (Geerinck & al.) Goldblatt
- Lapeirousia verecunda Goldblatt
- Lapeirousia violacea Goldblatt
- Lapeirousia zambeziaca Goldblatt